# Papapapá
Papapapá é um documentário de 1995 de Alex Rivera sobre imigração. O filme é estrelado por Augusto Rivera, pai do diretor, e pelo próprio Alex Rivera. Chama a atenção para ideias de transculturação, pertencimento nacional, imperialismo cultural e globalização cultural, pois Rivera narra a jornada de seu pai, de seu país natal, Peru, para sua vida nos Estados Unidos, e a paralela à jornada da batata.

## Visão geral
O título do filme “Papapapa” é uma palavra-valise dos termos espanhóis "batata" e "pai", que liga a relação entre as raízes peruanas da batata e Augusto Rivera. Rivera pretende conectar a distribuição mundial de batatas à jornada de seu pai na migração para os Estados Unidos. A batata, um vegetal cultivado pela primeira vez pelos incas no Peru, sofreu uma transformação desde que os espanhóis a introduziram no resto do mundo no século XVI. O diretor reflete a migração da batata para a do pai; ele afirma que, no processo de migração, seu pai também se transformou culturalmente como a batata.
Usando imagens caseiras e tons satíricos, Rivera reconhece os desafios que seu pai enfrenta ao tentar adquirir uma vida melhor para si e sua família nos Estados Unidos. Ele justapõe a história da batata à de seu pai, mas também cria frequentemente imagens que entrelaçam as imagens de ambos. Em um exemplo, ele usa uma figura artesanal com uma foto do rosto de seu pai andando de batata do Peru para os Estados Unidos para capturar a essência das duas histórias que ele está contando. Rivera relaciona o produto final da batata – a batata frita e a batata chips, por exemplo – com o seu pai, "sentado no sofá americano, comendo batatas fritas e assistindo televisão em espanhol".
No filme, ele também adiciona uma transmissão pseudo-televisiva chamada "Televisão Inca" para discutir a história colonial da batata. Este filme destaca a ampla aceitação da batata branca na cultura europeia e americana. Quando a batata viajou das Américas por volta de 1622, a batata marrom foi excluída. Esse idealismo ainda é demonstrado na indústria de batatas fritas. As batatas fritas Tri-Sum dizem que o consumo desse lanche é fortemente competitivo. Portanto, eles tentam oferecer as melhores batatas fritas possíveis, excluindo as de cor marrom.
Nos tempos modernos, houve várias representações de exclusão do idealismo colorido. Como Augusto Rivera menciona em suas entrevistas, quando ele chegou aos Estados Unidos, havia sinais de pessoas "Coloridas" e "Brancas", nenhuma das quais ele identificou como. Embora ele não tenha se identificado como nenhum dos dois, ele pensou que seria simples optar pelo rótulo "Branco", pois é a norma cultural mais aceita nos Estados Unidos. A discriminação por pessoas de cor é ilustrada em escala global e Augusto Rivera disse que era ruim no Peru, mas piorou quando ele chegou aos Estados Unidos.

## Análise
O filme captura a essência dos imigrantes latinos que tentam viver estilos de vida "americanos", na tentativa de satisfazer um desejo de pertencimento nacional. A Univision, uma rede de televisão em espanhol, integra notícias diárias da América Latina. O povo latino pode manter um vínculo emocional observando o progresso diário de seu país de origem enquanto vive uma vida americana nos Estados Unidos.
Até certo ponto, Alex Rivera incorpora transculturação em seu filme para ilustrar as dicotomias do Peru e dos Estados Unidos. A Univision, "Televisão Inca", e a batata têm várias formas de representação que fundem a identidade peruana e a assimilação americana. Augusto Rivera menciona ficar longe do povo espanhol para cumprir o "Sonho Americano".
A ascensão consciente da vida dos imigrantes é perpetuada em Papapapá. Outras ideias apresentadas são os papéis do NAFTA e da Patrulha de Fronteira. Presume-se que os latinos desempenhem papéis de empregadas domésticas e outras, enquanto os Estados Unidos continuam prosperando em sua economia e ainda procuram deixar as pessoas ao sul da fronteira.

## Prêmios
- Chicago Intercom Competition-Silver Hugo 1995
- New York Expo of Short Film and Video-Silver Award 1995